# Masarykovo náměstí (Pelhřimov)

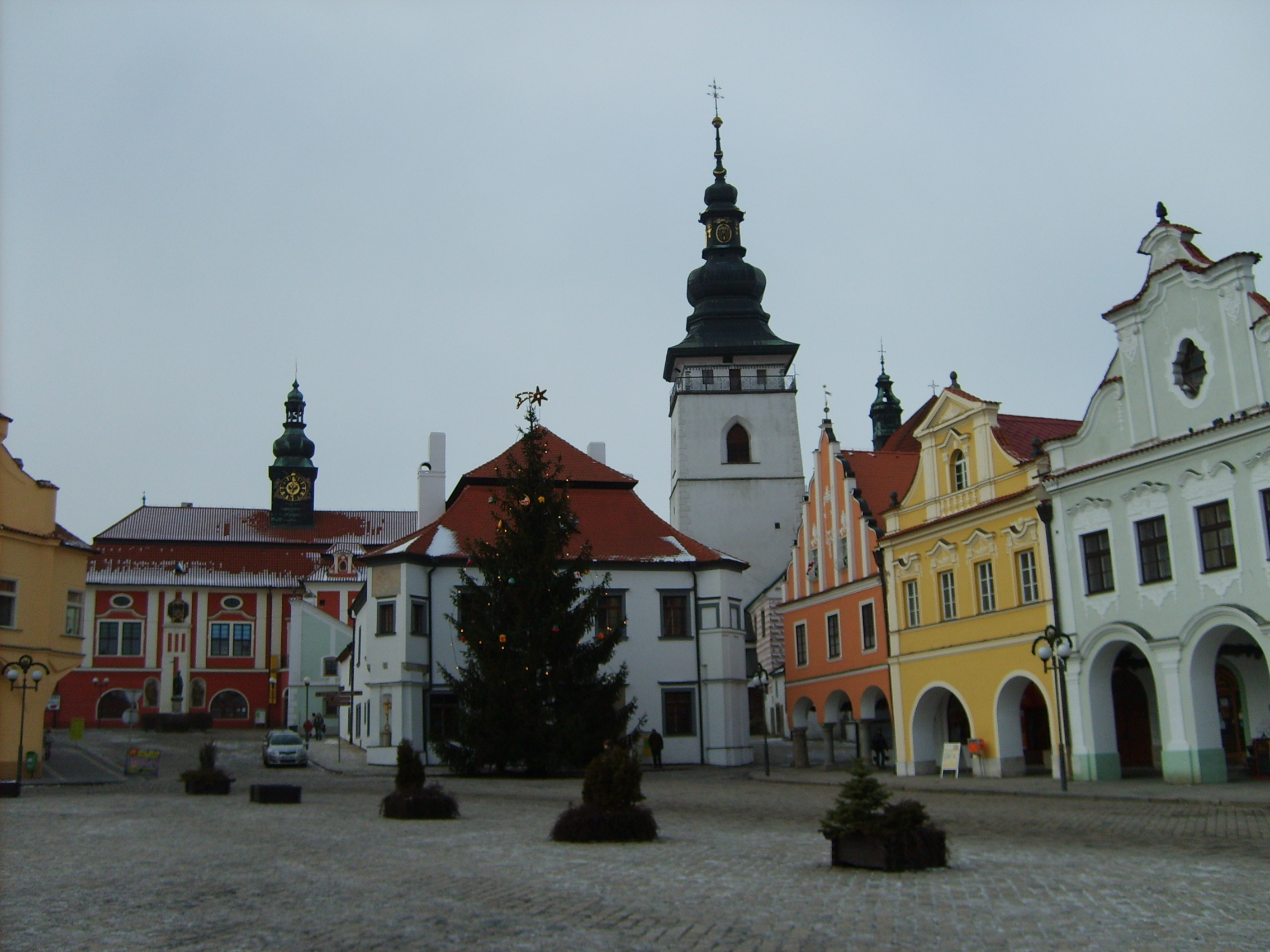
Masarykovo náměstí v Pelhřimově

Masarykovo náměstí v Pelhřimově je přirozeným centrem historického centra města, v jeho blízkosti se nachází většina městských památek. Náměstí vzniklo při založení města ve 12. století. Pelhřimov se stal trhovým centrem aglomerace (blízko vrchu Křemešníku se těžilo i stříbro) a nové město potřebovalo i náměstí.
Náměstí má barokní ráz s podloubím po celém obvodu, několik domů je pozdně renesančních. Nachází se zde také kostel svatého Bartoloměje, v němž byl za první republiky děkanem přítel sochaře Františka Bílka spisovatel František Bernard Vaněk, který zahynul v koncentračním táboře v Dachau.
Na místě původní tvrze se nalézá barokní zámek a před ním socha svatého Václava se štítem a praporcem. Dále se tu nachází socha svatého Jana Nepomuckého a raně barokní pískovcová kašna se sochou svatého Jakuba Většího.
Známý je i jednoduchý orloj se dvěma kozorohy na zámecké vížce.